# Eohastigerinellinae
Eohastigerinellinae es una subfamilia de foraminíferos planctónicos de la Familia Globigerinelloididae, de la Superfamilia Planomalinoidea, del Suborden Globigerinina y del Orden Globigerinida. Su rango cronoestratigráfico abarca desde el Coniaciense hasta la Santoniense (Cretácico inferior).

## Discusión
Clasificaciones posteriores han incluido los taxones de Eohastigerinellinae en la Familia Planomalinidae.

## Clasificación
Eohastigerinellinae incluye a los siguientes géneros:
- Eohastigerinella  †
- Hastigerinoides  †